# James Wyld
James Wyld (20 novembre 1812 – 17 aprile 1887) è stato un cartografo e politico britannico.
È noto per il Wyld's Great Globe, attrazione da lui realizzata e posta a Leicester Square tra il 1851 e il 1862. È stato eletto per la prima volta alla Camera dei comuni nel 1847.

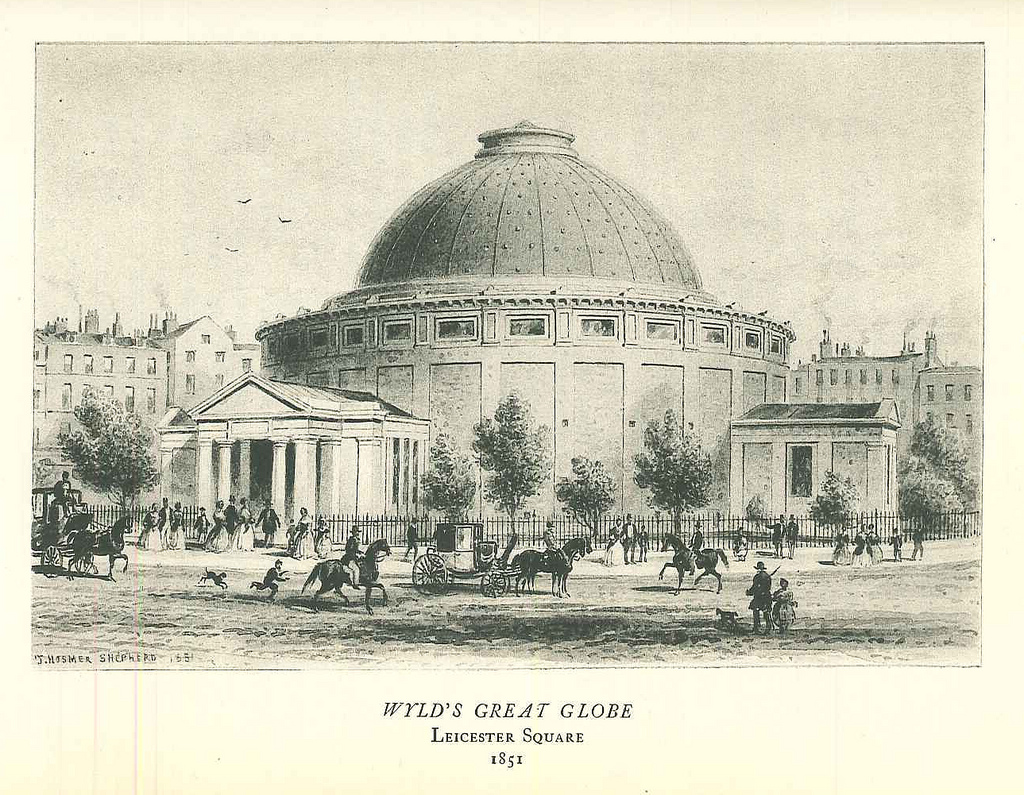
Wyld's Great Globe

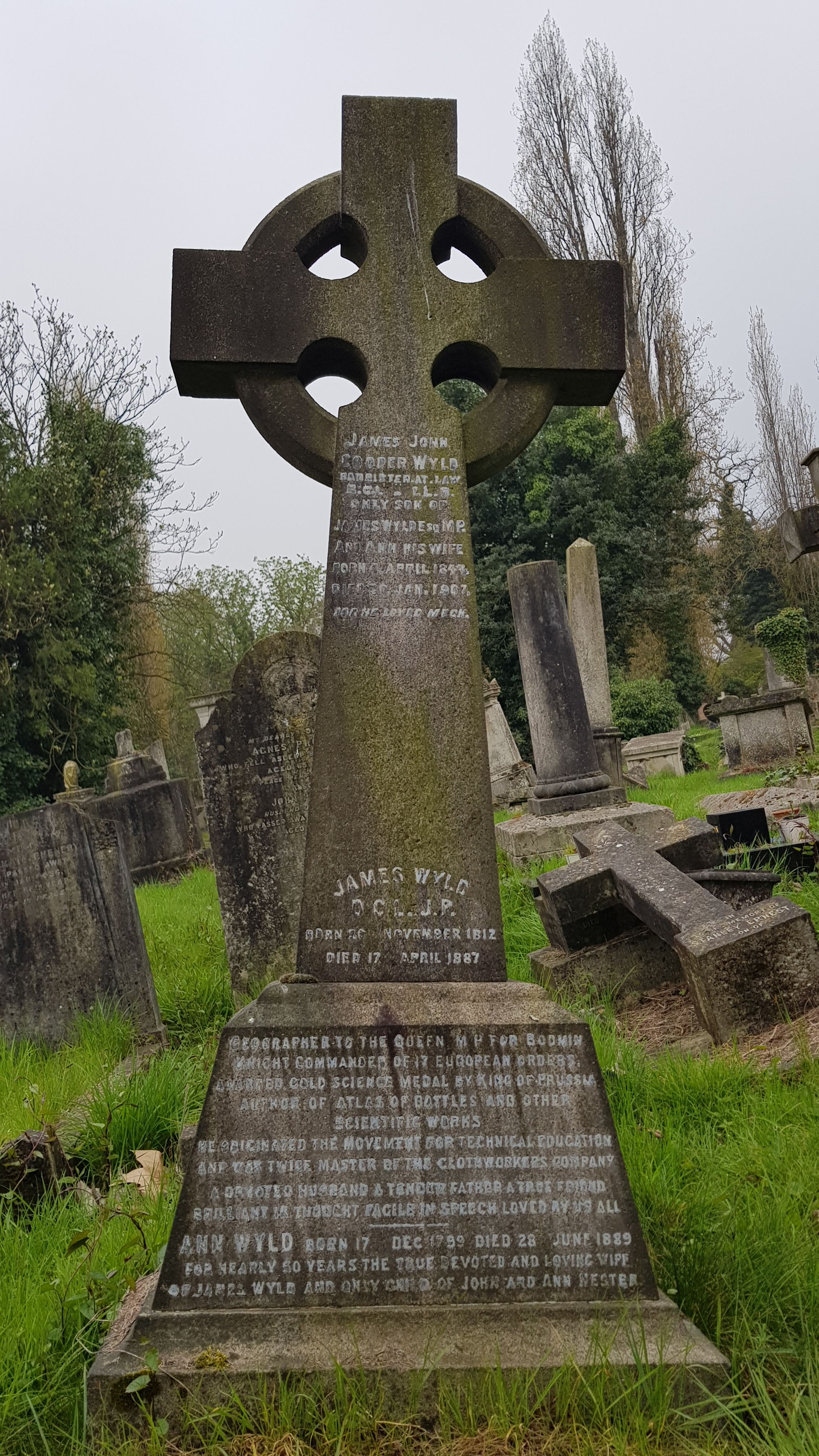
La sua tomba nel Kensal Green Cemetery

È sepolto nel Kensal Green Cemetery.